# Sœurs de saint François d'Assise de Lyon
Ne doit pas être confondu avec Sœurs de Saint François d'Assise ou Petites Sœurs de saint François d'Assise.
Les sœurs de saint François d'Assise de Lyon sont une congrégation religieuse féminine enseignante et hospitalière de droit pontifical.

## Histoire
Le 15 décembre 1837, Anne Rollet (1791-1855) et sa nièce reçoivent l’habit du Tiers-Ordre franciscain, la première prend comme nom de religion sœur Agnès de la Conception et la seconde sœur Marie de la Croix (1814-1875). Le 1er mai 1838, la mère d'Anne Rollet suit leur exemple sous le nom de sœur Marie-Françoise. Plusieurs jeunes filles se joignent à elles formant une modeste communauté. Sœur Marie de la Croix devient maîtresse des novices, Marie-Françoise est nommée supérieure et sœur Agnès assistante. En 1853, sœur Marie de la Croix succède à sa grand mère dans la charge de supérieure générale. Sous son gouvernement, la congrégation prend un essor considérable. On achète une maison connue sous le nom de Tour-Pitrat, dont le premier usage sert à abriter cinq cents pauvres inondés du Rhône en 1856. En 1870, la supérieure loge dans la même maison quatre cents mobilisés. La congrégation compte plus de vingt maisons en 1860. Avant la loi de 1901, elles possèdent trente-quatre maisons habitées par deux cent vingt religieuses. Reconnue le 8 décembre 1853 par le gouvernement comme congrégation hospitalière et enseignante, c'est en éducation qu'elle œuvre principalement. L'institut reçoit le décret de louange le 5 août 1891et il est agrégé aux Frères mineurs capucins le 30 mai 1925.
En 1904, le gouvernement français d'interdit l'enseignement aux communautés religieuses ce qui pousse les sœurs à s'orienter vers le soin des malades. À la même époque, quatre religieuses arrivent le 22 octobre 1904 à Beauceville, répondant à l'appel du curé qui recherche des sœurs pour gérer un hôpital. Soutenues par Louis-Nazaire Bégin, elles s'installent à Québec où elles fondent l'hôpital Saint-François d'Assise en 1914. Elles transfèrent la maison-mère et le noviciat à Charlesbourg en 1926. En 1940, elles essaiment en Haïti puis fondent en Colombie en 1979 et au Chili en 1983. Les sœurs œuvrent aussi dans les missions amérindiennes à Amos à partir de 1954 (Pensionnat autochtone d'Amos (1955-1973)et à la réserve indienne d'Obedjiwan à partir de 1962. En 1965, la maison généralice des sœurs est transférée de Lyon. Durant les années 1970 au Québec, on leur retire plusieurs établissements. Elle se tourne alors vers de nouveaux apostolats comme le soutien scolaire et l'aide auprès des femmes battues.

## Fusion
- 1965 : Franciscaines de Notre-Dame de Pitié fondées le 27 juin 1882 à Saint-Clément-sur-Valsonne par Marie Favre (1834-1905) en religion Mère Marie-Michel[6]dans le but de prendre soin des personnes admises dans leur hospice et de pratiquer l'adoration eucharistique. L'institut obtient l'approbation de ses constitutions en 1923 et l'agrégation à l'ordre franciscain l'année suivante[7]. Elles fusionnent avec les sœurs de saint François d'Assise le 1er avril 1965[8].

## Activités et diffusion
Les sœurs se dévouent auprès des enfants, des malades et des démunis.
La maison-mère est dans la ville de Québec.
En 2017, la congrégation comptait 163 sœurs dans 24 maisons.